# Jadwiga Skotnicka
Jadwiga Skotnicka (ur. 9 marca 1926 w Tarnopolu, zm. w 1992 we Wrocławiu) – polska pisarka, absolwentka filologii polskiej na Uniwersytecie Wrocławskim. Od 1950 roku redaktorka Polskiego Radia we Wrocławiu. W 1972 została nagrodzona Złotym Mikrofonem za "całokształt twórczości, a szczególnie za adaptację radiową "Cichego Donu" Szołochowa w roku 1971".

## Twórczość – zbiory opowiadań
- Pani Ptasia i inni
- Mgła
- Mandarynki o czwartej nad ranem
- Strachy na wróble
- Ptak z tamtej strony szyby (słuchowiska)